# Florence Emir
Florence Emir (Parigi, 19 febbraio 1960) è un costumista francese.

## Biografia
Nel 1997 ha ricevuto una nomination al David di Donatello e ai Golden Ciak Awarsa quale migliori costumi.

## Filmografia

### Cinema
- Les Cavaliers De L'Orage, regia di Gérard Vergez (1984)
- Comedie, regia di Jacques Doillon (1987)
- Outremer, regia di Brigitte Rouan (1989)
- Cherokee, regia di Pascal Ortega (1990)
- La Pagaille, regia di Pascal Thomas (1990)
- Loin Du Bresil, regia di Tilly (1991)
- Un Coeur Qui Bat, regia di François Dupeyron (1991)
- Le Fils Prefere, regia di Nicole Garcia (1993)
- Nirvana, regia di Gabriele Salvatores (1996)
- Post Coitum Animal Triste, regia di Brigitte Rouan (1997)
- Il Guerriero Camillo, regia di Claudio Bigagli (1998)
- Denti, regia di Gabriele Salvatores (1999)
- L'Anima Gemella, regia di Sergio Rubini (2000)
- Amnesia, regia di Gabriele Salvatores (2001)
- Io Non Ho Paura, regia di Gabriele Salvatores (2002)
- Il Cartaio, regia di Dario Argento (2002)
- L'Amore Ritorna, regia di Sergio Rubini (2003)
- Travaux, regia di Brigitte Rouan (2003)
- Quo Vadis Baby?, regia di Gabriele Salvatores (2004)
- La Terra, regia di Sergio Rubini (2005)
- Olè, regia di Carlo Vanzina (2006)
- Amour Exemplaire, regia di Anne-Marie Etienne (2007)
- Colpo D'Occhio, regia di Sergio Rubini (2007)
- Come Dio Comanda, regia di Gabriele Salvatores (2008)
- Ariaferma, regia di Leonardo Di Costanzo (2021)
- Alla vita, regia di Stephane Freiss (2022)

### Televisione
- Sueurs Froides, regia di Arnaud Sélignac (1988)
- Les Amants Du Lac, regia di Joyce Bunuel (1989)
- Senso, regia di Gérard Vergez (1991)
- Rhesus Romeo, regia di Philippe Legay (1992)
- Dans Un Grand Vent De Fleurs, regia di Gérard Vergez (1996)
- Ma Chair Et Mon Sang, regia di Brigitte Rouan (1999)
- Gli Soliti Ignoti, regia di Antonello Grimaldi (2000)
- Gli Soliti Ignoti (2), regia di Antonello Grimaldi (2002)
- Il Giudice Mastrangelo, regia di Enrico Oldoini (2004)
- 48 Ore, regia di Eros Puglielli (2005)
- Il Giudice Mastrangelo (2), regia di Enrico Oldoini (2006)
- Quo Vadis Baby, regia di Guido Chiesa (2008)
- E poi venne il silenzio, regia Irish Braschi (2009)
- Au Bas De L'Echelle, regia di Arnaud Mercadier (2010)
- A 10 Minutes de Nulle Part, regia di Arnaud Mercadier (2010)
- La Certosa di Parma, regia di Cinzia Th Torrini (2011)
- Nom De Code "Rose", regia di Arnaud Mercadier (2011)
- Freres A Demi, regia di Stephane Clavier (2015)
- Lettre A France, regia di Stephane Clavier (2016)

## Riconoscimenti
- David di Donatello
  - 1997: Candidatura - Migliori costumi per Nirvana
- Golden Ciak Awards
  - 1997: Candidatura - Migliori costumi per Nirvana